# کلات نور محمد
کلات نور محمد مربوط به دوره اشکانیان است و در شهرستان کنارک، بخش زرآباد، دهستان شرقی، ۴۰ کیلومتری جنوب شرق جهلو، ۹ کیلومتری شمال درک واقع شده و این اثر در تاریخ ۲۶ اسفند ۱۳۸۷ با شمارهٔ ثبت ۲۵۸۵۲ به‌عنوان یکی از آثار ملی ایران به ثبت رسیده است.